# ビッグ・バグズ・パニック
『ビッグ・バグズ・パニック』（原題：Infestation）は、2009年のアメリカ映画。アメリカ人の監督兼脚本家のカイル・ランキンによるホラーコメディ映画。メル・ギブソンが経営するアイコン・エンターテインメントが製作し、クリス・マークエット、E・クインシー・スローン、ブルック・ネヴィン、キンジー・パッカード、デボラ・ジェフナー、レイ・ワイズが出演している。撮影はブルガリアで行われた。

## あらすじ
不真面目で冴えない青年クーパー。上司に職務怠慢といたずらのし過ぎでクビを言い渡されたその時、突然サイレンのような音が響き気を失う。
目が覚めたクーパーは巨大なアリのような怪虫に襲われるが、何とか撃退する。町は巨大化した虫がうろつき、人間は全て繭のようなものに覆われていた。
クーパーは繭から助け出した上司の娘サラ、お天気キャスターのシンディ、指圧専攻の学生リーチー、聾唖の青年ヒューゴ、清掃業者アルバート、元軍人の父親イーサンと共に生き残るために戦い、安全な空軍基地へ向かう。

## 登場する虫
視力はなく、音に反応する。体液は白く、危険を感じると仲間を呼ぶ可燃性の赤い煙を発する。は
- アリ型の虫：劇中最初に登場した虫。大あごを持つ。甲殻は傘やモップで刺せる程度の強度。
- ハチ型の虫：高速で飛行し、人を抱えて飛ぶことが可能。襲った獲物に寄生卵を植え付ける。
- 寄生型の虫：寄生卵が成長すると変異する。人以外との雑種も存在する。
- 女王虫：繭に包まれた人間を餌として食べ、卵を産む。他の虫より大きいが、動きは俊敏。

## キャスト
| 役名               | 俳優                       | 日本語吹替 | 備考 |
| ------------------ | -------------------------- | ---------- | --- |
| クーパー           | クリス・マークエット       | 小森創介   | 冴えない青年。 間の抜けた発言が多い。                                                                       |
| サラ               | ブルック・ネヴィン         | 宮島依里   | 心理学者の卵の女性。                                                                                        |
| イーサン           | レイ・ワイズ               | 梅津秀行   | クーパーの父親で元軍人。 地下に物資をため込んでいる。                                                       |
| シンディ           | キンジー・パッカード       | 小林さやか | お天気キャスターの女性。 ハイヒールと化粧を欠かさない。                                                     |
| ヒューゴ           | E・クインシー・スローン    | 河本邦弘   | 聴覚に障害のある青年。 片手でサラを持ち上げる膂力の持ち主。                                                 |
| アルバート         | ウェスリー・トンプソン     | 石田圭祐   | 清掃業者。ヒューゴの父。                                                                                    |
| モーリン           | デボラ・ジェフナー         | 麻生侑里   | クーパーの上司。サラの母。                                                                                  |
| リーチー           | リンダ・パーク             | 冠野智美   | 指圧を専攻している女学生。 積極的に虫の生態を調査する。                                                     |
| ジェド             | ジム・コディ・ウィリアムズ | 岡哲也     | 寄生虫を恐れ、 人間を留置場に閉じ込めている男。                                                             |
| プエルトリコ系の男 | イスマエル・カルロ         | 田中正彦   | ジェドの仲間。                                                                                              |
| PJ                 | ヴラド・ミハイロフ         | 飯島肇     | |
| ワイルドアイズ     | アタナス・スラブレフ       | 飯島肇     | |
| エド               | デイル・サイモントン       | かぬか光明 | クーパーの同僚。肥満体。                                                                                    |
| 細身の警官         | トッド・ジェイソン         | 田中正彦   | 冒頭で登場する人物。 虫に銃で応戦するも死亡する。                                                           |
| ロジャー           | ブリュ・ミュラー           | 堂坂晃三   | 冒頭で登場する人物。 車で逃避行しようとするも突如飛行してきた虫に襲撃され連れ去られ途中で落とされ死亡する。 |
| ジェドの娘         | ディアナ・ガエーク         | 関山美沙紀 | ジェドの仲間。                                                                                              |

## スタッフ
- 監督・脚本：カイル・ランキン
- アソシエイト・プロデューサー：エフラン・ポテル、カイル・シャーマン
- プロダクション・デザイン：ケス・ボネ
- メイク：マリアナ・ラブ、マリア・スタンコヴィッチ
- キャスティング：フレディ・ルイス

## 続編の可能性
監督のカイル・ランキンと主演のクリス・マークエットは、このストーリーを将来的な3部作になるように、Icon Films社と3作品の契約を結んだ。